# Gymnocalycium uebelmannianum
Gymnocalycium uebelmannianum ist eine Pflanzenart in der Gattung Gymnocalycium aus der Familie der Kakteengewächse (Cactaceae). Das Artepitheton uebelmannianum ehrt den Schweizer Kakteengärtner Werner Uebelmann.

## Beschreibung
Gymnocalycium uebelmannianum wächst anfangs einzeln und später gruppenbildend mit glauk graugrünen, abgeflacht kugelförmigen Trieben, die häufig etwas unter die Oberfläche des Erdbodens zurückgezogen sind und erreicht bei Durchmessern von 7 Zentimetern Wuchshöhen von bis zu 1 Zentimeter. Ältere Pflanzen können bis zu 8 Zentimeter hoch werden. Die acht bis zwölf (selten bis 18) Rippen sind zwischen den Areolen quer gekerbt und so in kinnartige Höcker gegliedert. Selten ist ein einzelner, bis zu 1,5 Zentimeter langer Mitteldorn vorhanden. Von den fünf bis sieben kalkig weißen, biegsamen und etwas gebogenen sowie häufig verdrehten Randdornen ist einer abwärts gerichtet. Sie sind 0,5 bis 1,5 Zentimeter lang.
Die breit trichterförmigen, weißen Blüten besitzen einen hellrosafarbenen Schlund. Sie erreichen eine Länge von bis zu 3,5 Zentimeter und ebensolche Durchmesser. Die breit kugelförmigen Früchte sind grün und weisen eine Länge von bis zu 6 Millimeter auf.

## Verbreitung, Systematik und Gefährdung
Gymnocalycium uebelmannianum ist in der argentinischen Provinz La Rioja in der Sierra de Velasco in Höhenlagen von 2200 bis 2800 Metern verbreitet.
Die Erstbeschreibung erfolgte 1972 durch Walter Rausch.
In der Roten Liste gefährdeter Arten der IUCN wird die Art als „Least Concern (LC)“, d. h. als nicht gefährdet geführt.

## Nachweise